# Castellum Medianum
Castellum Medianum (łac. Diocesis Castellomedianitanus) – stolica historycznej diecezji we Cesarstwie rzymskim w prowincji Mauretania Cezarensis, zlikwidowana w VII w. podczas ekspansji islamskiej, współcześnie w północnej Algierii. Obecnie katolickie biskupstwo tytularne. 

## Biskupi tytularni
| Lp. | Biskup                 | Funkcja                                     | Od                   | Do               |
| --- | ---------------------- | ------------------------------------------- | -------------------- | ---------------- |
| 1   | Enrique José Mühn      | emerytowany biskup Jujuy (Argentyna)        | 2 sierpnia 1965      | 21 lipca 1966    |
| 2   | Charles-Edouard Peters | biskup pomocniczy Les Cayes (Haiti)         | 17 października 1966 | 20 kwietnia 1972 |
| 3   | Laszlo Anthony Iranyi  | duszpasterz Węgrów poza granicami kraju     | 20 maja 1983         | 6 marca 1987     |
| 4   | Francesco Cacucci      | biskup pomocniczy Bari-Bitonto (Włochy)     | 16 kwietnia 1987     | 8 kwietnia 1993  |
| 5   | Santiago Pérez Sánchez | wikariusz apostolski Caroní (Wenezuela)     | 28 maja 1993         | 2 lipca 1994     |
| 6   | Stefan Regmunt         | biskup pomocniczy legnicki                  | 3 grudnia 1994       | 29 grudnia 2007  |
| 7   | Joseph Hii Teck Kwong  | biskup pomocniczy Sibu (Malezja)            | 25 stycznia 2008     | 24 grudnia 2011  |
| 8   | Roque Costa Souza      | biskup pomocniczy Rio de Janeiro (Brazylia) | 9 maja 2012          |                  |